# フェリト・メレン
フェリト・メレン（トルコ語：Ferit Sadi Melen、1906年 - 1988年9月3日）は、トルコ共和国の政治家、首相（1972年5月22日 - 1973年4月15日）。

## 経歴
ヴァン生まれ。1928年にブルサ男子リセを卒業し、イスタンブールの行政学院（Mekteb-i Mülkiye、現在のアンカラ大学社会科学学部の前身）に入学。卒業後パリで財政学の教育を受け、帰国後は財務省で勤務した。1943年に国税局長、1946年に歳入局長に就任した。
1950年の総選挙にヴァン選挙区から出馬し、1954年まで国会議員を務めた。1962年には、非議員ながら、イノニュ内閣の財務相に任命され、1964年には上院議員に任命された。
1968年には、中道左派路線への路線転換を進めるイノニュ、エジェヴィトら党執行部に反発して、共和人民党を離党し、信頼党（Güven Partisi）の設立に参画した。1971年に公正党のデミレル政権を辞任に追い込んだ軍の意向を受けて、エリムを首班とする超党派内閣が組織されると、メレンは国防相として入閣した。翌1972年にエリムが辞任すると、メレンは後継首相として擁立された。
その後、1975年に公正党のデミレルが、国民救済党、民族主義者行動党、共和信頼党と連立政権を樹立すると、メレンも共和信頼党の閣僚として入閣し、再度国防相を務めた。
故郷ヴァン市には、彼の名を冠したヴァン・フェリト・メレン空港がある。
息子のミトハト・メレンも、民族主義者行動党の国会議員として知られる。